# Claude Adrien Helvétius
Claude Adrien Helvétius (phiên âm theo tiếng Anh: /hɛlˈviːʃəs/;, tiếng Pháp: [klod adʁijɛ̃ ɛlvesjys]. 26 tháng 1 năm 1715 - 26 tháng 12 năm 1771) là nhà triết học, thành viên của Hội Tam điểm và tác giả người Pháp.

## Cuộc đời
Claude Adrien Helvétius sinh ra tại Paris, Pháp và là hậu duệ của một gia đình gồm các thầy thuốc, gia đình này vốn mang họ Schweitzer (vốn có nghĩa là "người Thụy Sĩ" trong tiếng Đức và đã được Latin hóa thành Helvétius). Ông nội của Claude Adrien là Adrien Helvétius đã giới thiệu công dụng của Carapichea ipecacuanha, còn cha ông là Jean-Claude-Adrien Helvétius là vị thầy thuốc đầu tiên cho Marie Leszczyńska, một vị nữ hoàng của Pháp. Claude Adrien đã được rèn luyện về lĩnh vực tài chính, và đã thực tập cho ông bác bên ngoại ở Caen, tuy nhiên ông lại dành thời gian cho thơ ca. Khi được 23 tuổi, theo yêu cầu của vị nữ hoàng, ông đảm đương chức vụ tổng lãnh đạo về nông dân, một chức vụ thu thuế với mức lương 100,000 crown một năm. Nhờ điều đó, ông tận hưởng cuộc sống hết mức có thể, với nguồn lực tài chính và sự tự do của mình. Trong lúc này, ông cũng thể hiện tính nghệ sĩ của mình. Ví dụ, ông đã tham gia vào một câu lạc bộ cấp tiến mang tên Club de l'Entresol. Khi trở nên già đi, ông bắt đầu tìm kiếm đến những sự tách biệt lâu dài hơn, và ông có cảm hứng từ thành công của Pierre Louis Maupertuis trong lĩnh vực toán học, Voltaire trong lĩnh vực văn học và Montesquieu trong lĩnh vực triết học. Vợ của ông, bà Anne-Catherine de Ligniville, Madame Helvétius, duy trì một cuộc gặp mặt hội tụ những nhân vật hàng đầu của Thời kỳ Khai sáng trong hơn 5 thập kỷ.
Năm 1758, Helvétius đã xuất bản một magnus opus về triết học, tác phẩm này mang tên Về tinh thần (De l'esprit). Trong tác phẩm này ông đã tuyên bố rằng tất cả các lĩnh vực của nhân loại là những thuộc tính của cảm giác vật lý đơn thuần, và động lực đích thực duy nhât là sự quan tâm đến chính mình, vì thế, không có tốt và xấu, chỉ có những thỏa mãn mang tính so sánh. Những học thuyết mang tính vô thần, vị lợi và quân bình trong tác phẩm đã làm rấy lên một sự phản đối công khai, và thành phố Sorbonne đã đốt tác phẩm này trước công chúng vào năm 1759, điều này đã dẫn đến sự co mình lại của Helvétius.

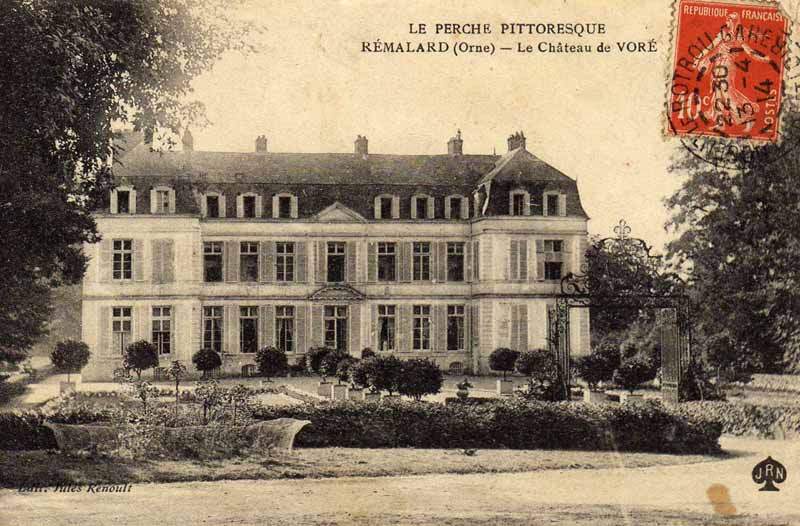
Château de Voré (Collines des Perches, Loir-et-Cher)

Năm 1764, ông đến thăm nước Anh, và vào năm tiếp theo, theo lời của Friedrich II của Phổ, ông đã đến Berlin, nơi mà ông đã nhận được sự chú ý lớn từ nhà vua.
Không lâu sau, khi ông nghĩ tài sản của mình thế là đã đủ, ông từ bỏ công việc tổng lãnh đạo về nông dân, và nghỉ hưu tại một khu bất động sản ở vùng quê ở Pháp. Tại đây, ông đã dùng tài sản của mình để cứu trợ cho những người nghèo, khuyến khích phát triển nông nghiệp và công nghiệp. Vì điều này, ông đã dành nhiều sự kính trọng từ các triết gia đương thời.
Gia đình của Helvétius sống nối tiếp nhau tại Château de Voré (Collines des Perches, Loir-et-Cher) và ngôi nhà đậm chất Paris của họ nằm trên rue Sainte-Anne

## Triết học

### De l'espirtvà sự tiếp nhận
Những nghiên cứu triết học của Helvétius kết thúc bằng việc xuất bản nên tác phẩm De l'esprit (Về tinh thần). Tác phẩm này có lần xuất bản đầu tiên vào năm 1758 và có dự định trở thành đối trọng của cuốn Tinh thần pháp luật của Montesquieu. bởi vì Helvétius tranh biện mạnh mẽ chống lại tư tưởng của Montesquieu rằng khí hậu ảnh hưởng đến tính cách của các quốc gia.
Tác phẩm đã khiến sự chú ý đổ dồn ngay lập tức và khơi dậy sự chống đối quyết liệt nhất, đặc biệt từ Louis, con trai của Louis XV của Pháp. Vị tướng biện hộ Joly de Fleury đã tố cáo nó trên Parlement vào tháng 1 năm 1759. Trng khi đó, Trường đại học Sorbonne lên án cuốn sách, trong khi đó các tu sĩ thuyết phục tòa án rằng tác phẩm này chứa đựng những tư tưởng nguy hiểm nhất. Tác phẩm này được tuyên bố là dị giáo - quá vô thần theo lời tố cáo của cả Giáo hội và Nhà nước và bị đem đốt. Helvétius, vì cảm thấy sợ hãi trước làn sóng phản đối tác phẩm này, đã phải viết 3 lời hủy bỏ tách biệt và đầy xấu hổ. Mặc cho sự phản đối của ông đối với sự chính thống, tác phẩm của ông đã bị đốt một cách công khai bởi người treo cổ Pháp.
Tác phẩm này có hiệu ứng tiêu cực đi xa trong phần còn lại của các philosophes (các nhà triết học), đặc biệt là Denis Diderot và tác phẩm đồ sộ mà ông đang thực hiện Encyclopédie. Các lãnh đạo tôn giáo, đặc biệt là những tu sĩ dòng Tên và vị giáo hoàng mới bắt đầu sự mở rộng của chủ nghĩa vô thần và muốn kiểm soát chặt chẽ "tư tưởng hiện đại" một cách nhanh chóng và chặt chẽ. De l'esprit nhanh chóng trở thành vật tế thần cho điều này.

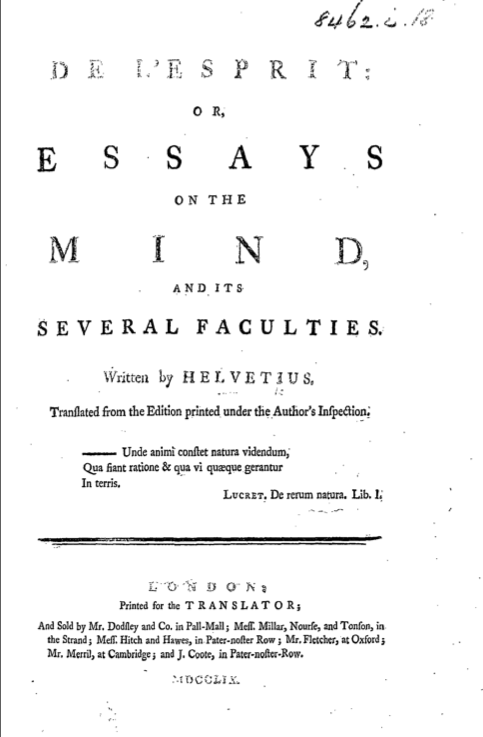
Bìa của một bản dịch sang tiếng Anh vào năm 1759 De l'Esprit

Sự công khai rộng lớn dẫn đến việc cuốn sách được dịch sang hầu hết các ngôn ngữ của châu Âu. Voltaire đã nói rằng tác phẩm đã mất đi sự nguyên bản. Jean Jacques Rousseau đã tuyên bố rằng sự rất nhân từ của tác giả đã tạo nên chỗ dựa cho các lý thuyết của ông. Friedrich Melchior, Bá tước von Grimm đã cho rằng tất cả các tư tưởng trong cuốn sách đã được vay mượn từ Diderot. Madame du Deffand cảm thấy rằng Helvétius đã tạo nên một cơn bão bằng việc nói một cách công khai những gì mọi người nghĩ trong bí mật. Madame de Graffigny tất cả những điều tốt đẹp từ cuốn sách đã được đón nhận bởi thẩm mỹ viện của bà.

### Tâm lý vị kỷ
Triết học của Helvétius thuộc về trường phái vị kỷ:
1. Tất cả các chức năng của con người có thể bị suy giảm bởi sự khoái lạc, kể cả ký ức, so sánh và phán xét. Sự khác biệt duy nhất của chúng ta so với các loài động vật ở bậc thấp hơn nằm ở tổ chức bên ngoài của chúng ta.
2. Sự quan tâm đến bản thân, được lập trên tình yêu với sự hài lòng và nỗi sợ với nỗi đau, là lò xo duy nhất của sự phán xét, hành động và tình cảm. Con người được thúc đẩy duy nhất bởi việc theo đuổi sự hài lòng và tránh nỗi đau. "Hai việc làm này", ông nói, "là, và sẽ luôn là, hai nguyên lý duy nhất trong hành động của con người".[6] Sự quên mình được thúc đẩy bởi sự thật rằng cảm xúc của sự hài lòng cao hơn nỗi đau theo sau và vì thế đó là kết quả của tính toán cố tình.
3. Chúng ta không có tự do gì trong lựa chọn giữa tốt và xấu. Chẳng có cái gì đúng tuyệt đối - ý tưởng về công lý và bất công thay đổi tùy theo các thói quen.

Cái nhìn này chủ yếu mang yếu tố của Thomas Hobbes - con người là có thể được điều khiển một cách tiền định bởi một sự kết hợp hợp lý của phần thưởng và trừng phạt, và mục đích của chính phủ là đảm bảo sự tối đa của sự hài lòng.

### Sựbình đẳngtự nhiêncủa nhữngtrí thông minh
"Tất cả những con người", Helvétius nhấn mạnh, "có một sự sắp xếp bình đẳng để hiểu nhau". Là một trong những người Khai sáng của Pháp chịu ảnh hưởng của John Locke, ông đã cho rằng tâm trí của con người giống như một khoảng trắng nhưng lại tự do không chỉ bởi những suy nghĩ bẩm sinh mà còn bởi sự bố trí và khuynh hướng tự nhiên bẩm sinh. Tổ chức tâm lý gần như là một nhân tố ngoại vi trong tính cách và khả năng của họ. Bất kỳ sự bất bình đẳng rõ ràng nào là độc lập với tổ chức tự nhiên và có lý do của riêng mình trong việc dẫn đến những khao khát không bình đẳng. Những khao khát này được thức đẩy bởi đam mê, thứ mà tất cả những con người được tổ chức tốt một cách phổ biến cảm thấy mẫn cảm ở cùng cấp độ. Vì thế, chúng ta nợ nền giáo dục ở mọi thứ. Vì thế, kỹ thuật xã hội là một xí nghiệp không bị ép buộc bởi những khả năng tự nhiên của con người.
Sự bình đẳng tự nhiên này được áp dụng bởi tất cả mọi người ở tất cả các quốc gia, và vì thế sự khác biệt giữa các tính cách quốc gia không phải là kết quả của các khác biệt bẩm sinh giữa mọi người mà là một sản phẩm của chính phủ và giáo dục có tổ chức. "Chẳng có quốc gia nào", Helvétius nhấn manh, "có lý do để xét mình lớn hơn những quốc gia khác bởi giá trị của sự quyên trợ bẩm sinh của chúng".
Yếu tố bình đẳng một cách cực đoan của triết học của Helvétius được gây ra bởi Diderot để nhận xét rằng liệu nó đúng hay không, De l'esprit có thể được viết theo tinh thần đó.

### Sự toàn năngcủagiáo dục
Vì tất cả con người đều có khả năng tự nhiên giống nhau, Helvétius viết, họ phải có khả năng giống nhau để học. Vì thế, giáo dục là giải pháp để cải cách xã hội, và có một vài giới hạn cho những cải thiện xã hội mang tính quyết liệt có thể được thực hiện bởi sự phân phối thích hợp của giáo dục. Mặc dù trông có vẻ con người đang chiếm được những phẩm chất nhất định trong sự phong phú lớn hơn những người họ hàng của họ, giải thích cho điều này lại đến từ "phía trên" - được gây ra bởi giáo dục, luật pháp và chính phủ. "Nếu chúng ta thường gặp nhau tại London, với việc biết mọi người, những người có nhiều khó khăn hơn nhiều được tìm thấy ở Pháp", đó là bởi vì đây là một quốc gia mà "mỗi công dân có một sự chia sẻ trong việc quản lý các cơ quan nói chung". "Nghệ thuật của người kiến tạo", ông kết luận rằng, "là ở tất cả các quốc gia [...] có sự liên kết thẳng với hình thức của chính phủ", và vì thế giáo dục thông qua sự can thiệp của chính phủ là giải pháp của cải cách.
Mấu chốt trong tư tưởng của ông là đạo đức công cộng có một nèn tảng thực dụng, và ông nhấn mạnh vào sự quan trọng của văn hóa và giáo dục trong sự phát triển quốc gia. Tư tưởng của ông có thể được mô tả là không có hệ thống.

### Ảnh hưởng
Những tư tưởng nguyên bản trong hệ thống của ông là những tư tưởng về sự bình đẳng tự nhiên của các trí thông minh và sự toàn năng của giáo dục, và cả hai đều không dành được sự chấp thuận rộng rãi, mặc dù chúng thống trị trong hệ thống của John Stuart Mill. Cesare Beccaria nói rằng ông đã được gây cảm hứng lớn bởi Helvétius khi ông cố sửa đổi những luật liên quan đến hình phạt. Helvétius cũng gây ra chút ảnh hưởng lên tư tưởng vị lợi của Jeremy Bentham.
Yếu tố duy vật của Helvétius, cùng với Nam tước d'Holbach, có ảnh hưởng lên Karl Marx, lý thuyết gia của chủ nghĩa duy vật lịch sử và chủ nghĩa cộng sản, người đã học hỏi các tư tưởng của Helvétius tại Paris và sau đó gọi tư tưởng duy vật của ông và d'Holbach là "nền tảng xã hội của chủ nghĩa cộng sản".

### Chỉ trích
Nhà triết học người Đức Johann Georg Hamann chỉ trích một cách mạnh mẽ những học thuyết mang tính cực đoan của Helvétius.==
Nhà triết học người Anh Isaiah Berlin đã liệt kê Helvétius cùng với Georg Wilhelm Friedrich Hegel, Johann Gottlieb Fichte, Jean-Jacques Rousseau, Henri de Saint-Simon và Joseph de Maistre là một trong sáu "kẻ thù của tự do" người đã cấu thành nền tảng tư tưởng cho chủ nghĩa chuyên chế hiện đại trong cuốn Freedom and Betrayal: Six Enemies of Human Liberty.

## Thơ ca
Tham vọng thơ cả của Helvétius đã giúp ông có bài thơ mang tên Le Bonheur (được xuất bản sau khi ông qua đời, với một cuốn tiểu sử về cuộc đời và các tác phẩm của ông, bởi Jean François de Saint-Lambert vào năm 1773), trong đó ông đã phát triển tư tưởng rằng hạnh phúc thực sự chỉ được tìm thấy ở việc tạo ra mối quan tâm một người được coi là tất cả. 

## Danh mục tác phẩm
Một tác phẩm mang tên De l'homme, de ses facultés intellectuelles et de son éducation, được tìm thấy trong các bản thảo của Helvétius, đã được xuất bản sau khi ông qua đời. Có một bản chỉnh sửa hoàn chỉnh các tác phẩm của ông dược xuất bản tại Paris vào năm 1818.